# Bézu-le-Guéry
Bézu-le-Guéry és un municipi francès situat al departament de l'Aisne i a la regió dels Alts de França. L'any 2007 tenia 243 habitants.

## Demografia

### Població
El 2007 la població de fet de Bézu-le-Guéry era de 243 persones. Hi havia 88 famílies de les quals 16 eren unipersonals (16 homes vivint sols), 32 parelles sense fills, 36 parelles amb fills i 4 famílies monoparentals amb fills.
La població ha evolucionat segons el següent gràfic:
Habitants censats

### Habitatges
El 2007 hi havia 122 habitatges, 91 eren l'habitatge principal de la família, 20 eren segones residències i 11 estaven desocupats. 109 eren cases i 4 eren apartaments. Dels 91 habitatges principals, 80 estaven ocupats pels seus propietaris, 6 estaven llogats i ocupats pels llogaters i 5 estaven cedits a títol gratuït; 2 tenien dues cambres, 14 en tenien tres, 23 en tenien quatre i 52 en tenien cinc o més. 73 habitatges disposaven pel capbaix d'una plaça de pàrquing. A 32 habitatges hi havia un automòbil i a 54 n'hi havia dos o més.

### Piràmide de població
La piràmide de població per edats i sexe el 2009 era:
| Homes | Edats   | Dones |
| ----- | ------- | ----- |
| 0     | 95 o +  | 0     |
| 0     | 90 a 94 | 0     |
| 0     | 85 a 89 | 4     |
| 4     | 80 a 84 | 4     |
| 8     | 75 a 79 | 8     |
| 0     | 70 a 74 | 4     |
| 4     | 65 a 69 | 0     |
| 0     | 60 a 64 | 8     |
| 4     | 55 a 59 | 0     |
| 8     | 50 a 54 | 4     |
| 0     | 45 a 49 | 8     |
| 4     | 40 a 44 | 4     |
| 8     | 35 a 39 | 12    |
| 16    | 30 a 34 | 8     |
| 4     | 25 a 29 | 8     |
| 0     | 20 a 24 | 4     |
| 4     | 15 a 19 | 12    |
| 12    | 10 a 14 | 8     |
| 4     | 5 a 9   | 0     |
| 4     | 0 a 4   | 8     |

## Economia
El 2007 la població en edat de treballar era de 163 persones, 133 eren actives i 30 eren inactives. De les 133 persones actives 121 estaven ocupades (70 homes i 51 dones) i 12 estaven aturades (4 homes i 8 dones). De les 30 persones inactives 7 estaven jubilades, 14 estaven estudiant i 9 estaven classificades com a «altres inactius».

### Ingressos
El 2009 a Bézu-le-Guéry hi havia 97 unitats fiscals que integraven 264 persones, la mediana anual d'ingressos fiscals per persona era de 20.673 €.

### Activitats econòmiques
Dels 7 establiments que hi havia el 2007, 1 era d'una empresa de fabricació d'altres productes industrials, 2 d'empreses de construcció, 1 d'una empresa de comerç i reparació d'automòbils, 1 d'una empresa d'hostatgeria i restauració, 1 d'una empresa immobiliària i 1 d'una empresa de serveis.
Dels 3 establiments de servei als particulars que hi havia el 2009, 1 era un paleta, 1 fusteria i 1 agència immobiliària.
L'any 2000 a Bézu-le-Guéry hi havia 13 explotacions agrícoles.

## Poblacions més properes
El següent diagrama mostra les poblacions més properes.